# Abuyog

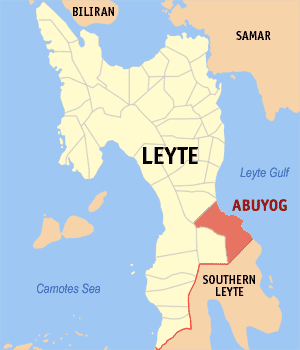
Bản đồ Leyte với vị trí của Abuyog

Abuyog là một đô thị hạng 1 ở tỉnh Leyte, Philippines. Thị xã duyên hải này nằm ở bờ tây của đảo Leyte nhìn ra vịnh Leyte ở Thái Bình Dương. Theo điều tra dân số năm 2000 của Philipin, đô thị này có dân số 53.837 người trong 10.620 hộ.

## Các đơn vị hành chính
Abuyog được chia ra 63 barangay.
| - Alangilan - Anibongan - Buaya - Bagacay - Bahay - Balinsasayao - Balocawe - Balocawehay - Barayong - Bayabas - Bito - Buenavista - Bulak - Bunga - Buntay - Burubud-an - Cagbolo - Can-uguib - Can-aporong - Canmarating - Capilian | - Cadac-an - Combis - Dingle - Guintagbucan - Hampipila - Katipunan - Kikilo - Laray - Lawa-an - Libertad - Loyonsawang - Mahagna (New Cagbolo) - Mag-atubang - Mahayahay - Maitum - Malaguicay - Matagnao - Nalibunan - Nebga - Odiongan - Pagsang-an | - Paguite - Parasanon - Picas Sur - Pilar - Pinamanagan - Salvacion - San Francisco - San Isidro - San Roque - Santa Fe - Santa Lucia - Santo Niño - Tabigue - Tadoc - New Taligue - Old Taligue - Tib-o - Tinalian - Tinocolan - Tuy-a - Victory |